# Bandar Seri Begawan

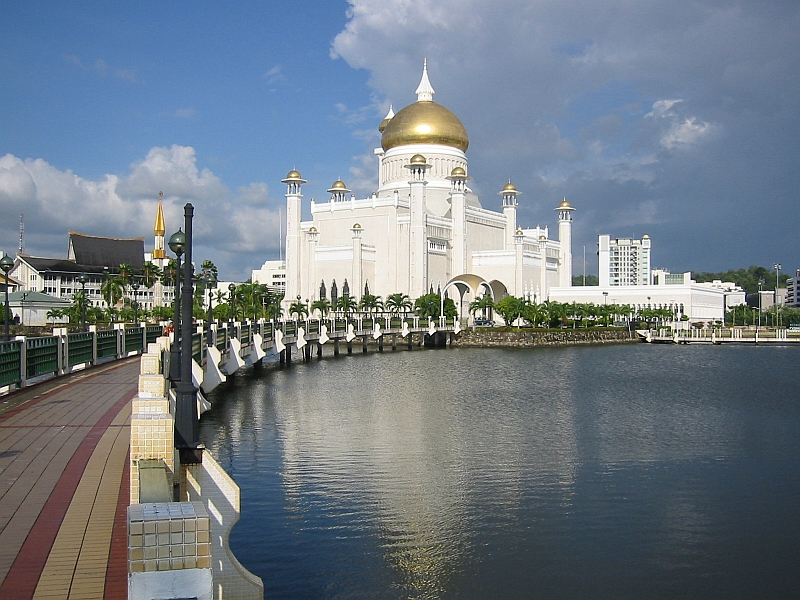
Moscheea Sultanului Omar Ali Saifuddin

Bandar Seri Begawan (în scriere jawi: بندر سري بگاوان ) este orașul regal și capitala sultanatului
Brunei. 
Orașul Bandar Seri Begawan, care se găsește la 4° 55' latitudine nordică, 114° 55' longitudine estică (4.91667, 114.91667), este principalul producător de textile, mobilă și lemn al țării. Orașul găzduiește Clădirea ceremoniilor regale, Lapau, Royal Regalia Building, Muzeul tehnologiei malaeziene și Moscheea Sultanului Omar Ali Saifuddien.

## Personalități născute aici
- Al-Muhtadee Billah (n. 1974), moștenitorul sultanului din Brunei.